# Young Bloods (episodio de Falling Skies)
Young Bloods (Sangre Joven en Latinoamérica, Savia Nueva en España) es el cuarto episodio de la segunda temporada de la serie de drama y ciencia ficción de TNT, Falling Skies, fue escrito por Heather V. Regnier y dirigido por Miguel Sapochnik y salió al aire el 1 de julio de 2012 en E.U.
Mientras realizan la guardia, Hal y Ben se encuentran a Diego, un chico a quien intentan ayudar. Se hace un descubrimiento durante una búsqueda cuando la vida Matt se pone en peligro y Weaver se reencuentra con un familiar.

## Argumento
Matt es utilizado como cebo para Skitters por dos miembros de los Berserkers. Cuando Tom se entera se molesta tanto con ellos por poner a su hijo en riesgo, que los regresa al equipo de limpieza. Matt siente que su padre le ha humillado delante de la gente de la que estaba recibiendo respeto por ser valiente. Mientras que en una patrulla Ben y Hal tratan de ayudar a un niño y de recuperar sus motocicletas robadas. La búsqueda para recuperarlas los lleva al descubrimiento de un grupo llamado "Lost Boys",  incluyendo a la hija de Weaver (y novia de Diego), Jeanne. Ben y Hal ofrecen al grupo de jóvenes y a su líder Diego, suministros y apoyo de la 2nd Mass.  Diego, Jeane y otros dos muchachos van con Ben y Hal. 
Se recolectan los suministros de la 2nd Mass, mientras que Weaver y Jeanne se reúnen. Lourdes se entera por medio de Diego que el norte de México (donde vive su familia) fue totalmente destruido. Jeanne regresa con Diego y los otros chicos con los suministros, después de prometer Weaver volver en breve. Al llegar a la guarida de los jóvenes, se encuentran con el lugar destrozado y sólo un niño que logró esconderse de los invasores. Vuelven a la 2nd Mass, donde Diego y Weaver tienen problemas para desarrollar un plan conjunto para poder liberar a los jóvenes de la instalación de arneses, que es donde sospechan que los han llevado. 
Diego, Jeanne, el resto de los Lost Boys y Matt van en busca de los niños a la fábrica de arneses, con la intención de actuar con rapidez para liberar a sus compañeros. Tom se entera de que Diego y los otros jóvenes tomaron a Matt con ellos y 2nd Mass envía un equipo de rescate sin un plan claro. Irrumpen en las instalaciones y toman por asalto la sala de Arneses donde Jeanne y Matt están por ser arnesados llegando justo a tiempo para salvarlos. Hal ve a Ben interactuar con uno de los arneses donde ve que sus púas brillan. El grupo destruye las instalaciones de la mejor manera posible y vuelven al campamento. 
Jeanne deja a Weaver una carta donde le dice que se va con Diego, haciéndole saber que ella quiere esperar a que la invasión termine en la clandestinidad con Diego y los otros jóvenes. Hal le dice a Ben que vio sus púas brillas y este lo niega, y que no le importa que lo delate, Hal le explica que él sólo quiere ayudarlo porque es su hermano, Ben le dice que lo sabe pero que es mejor que se aleje.

## Elenco
| - Noah Wyle como Tom Mason. - Moon Bloodgood como Anne Glass. - Drew Roy como Hal Mason. - Connor Jessup como Ben Mason. - Maxim Knight como Matt Mason. - Seychelle Gabriel como Lourdes Delgado. - Peter Shinkoda como Dai. - Sarah Sanguin Carter como Maggie. - Mpho Koahu como Anthony (crédito solamente). - Colin Cunningham como John Pope (crédito solamente). - Will Patton como Capitán Weaver. | - Laci Mailey como Jeanne Weaver. - Ryan Robbins como Tector Murphy\|Tector. - Brad Kelly como Lyle. - Héctor Bucio Jr. como Diego. - Billy Wickman como Boon. - Evan Bird como Johnny. - Connor Christopher Levins como Julian. - Brandon Jay McLaren como Jamil Dexter. |

## Recepción del público
En Estados Unidos, Young Bloods fue visto por 3.39, millones de espectadores, de acuerdo con Nielsen Media Research, lo que se traduce en un nuevo récord de baja audiencia para la serie.